# Extermination des Selknam
L'extermination des Selknam est l'élimination presque totale des Selknam, l'une des trois populations autochtones habitant en Terre de Feu, entre la fin XIXe siècle et le début XXe siècle. Cette extermination s'est étendue sur une période comprise entre dix et quinze ans. Les Selknam, dont la population était estimée à 6000 personnes, ont été réduits au nombre de 100.
La principale cause de leur extermination est la privatisation des terres de la Terre de Feu au profit de grandes estancias (ferme d'élevage), qui a pour effet la diminution drastique des terrains de chasse des Selknam. Leur révolte est durement réprimée par les propriétaires fermiers qui choisissent, avec l'aval du gouvernement chilien, de les déporter sur l'île Dawson octroyée à l'ordre salésien. Au sein de la mission, l'immense majorité des survivants périt de la tuberculose.
Un procès qui commence à la fin de 1895 permet, grâce à de nombreux témoignages, de décrire dans le détail le processus d'éradication des Selknam, mais se conclut sans qu'aucun coupable de ces exactions n'ait été condamné.

## Contexte
Les Selknam font partie des trois tribus autochtones implantées au nord-est de l'archipel ; avant leur extermination, leur population représente entre 3 000 et 4 000 personnes. Ils étaient appelés Ona (le peuple du Nord) par les Yagans. Les Selknam mènent une vie semi-nomade de chasseurs-cueilleurs sur la Grande île de la Terre de Feu depuis des millénaires. Les Selknam sont installés entre les Mánekenk à l'Est et les Yagan à l'Ouest et au Sud.
Depuis 2021 en Terre de Feu argentine, le 25 novembre est la Journée de commémoration du Génocide de Selk’nam et jour de deuil pour la province.

## Histoire

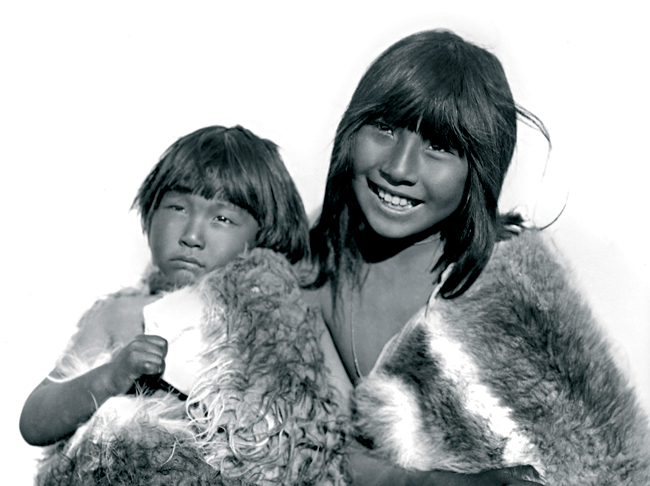
Enfants Selknam, 1898

Environ 4 000 Selknam vivent encore à la moitié du XIXe siècle ; en 1930, ils n'étaient plus que 100.
En 1879, l'expédition de Ramón Serrano Montaner au Chili signale une présence importante d'or dans les sables des principales rivières en Terre de Feu. Appâtés, des centaines d'aventuriers étrangers affluent vers l'île en espérant trouver la fortune. Néanmoins, les réserves locales arrivent vite à l'épuisement. Les chasseurs d'autochtones comptent dans leurs rangs Julius Popper, Ramón Lista, Alexander McLennan, Alexander A. Cameron, Samuel Hyslop, John McRae, and Montt E. Wales,.
Bien avant que les gouvernements chilien et argentin n'entreprennent des mesures de répartition des terres, des rumeurs sur l'existence de gisements d'or avaient ainsi attiré plusieurs centaines de prospecteurs sur la côte sud du détroit de Magellan après 1880, puis à travers l'archipel fuégien jusqu'au canal de Beagle. Dans l’ensemble, les mineurs recouraient à la violence dès les premiers contacts avec les Selk’nam. Ce conflit n’était en aucun cas régulé par l’autorité de l’État, qui était avant tout théorique dans toute cette région. Les arcs et les flèches des Selk'nam étaient négligeables face aux fusils à répétition des colons et des mineurs, dont l'utilisation des chevaux leur conférait également un important avantage militaire. Les étrangers tuaient généralement les hommes, les enfants et les aînés, mais capturaient les femmes comme esclaves sexuelles.
La première vague de colons en Terre de Feu, malgré la persistance de la violence privée, n'a pas donné lieu à une campagne systématique d'extermination contre la population indigène. Mais c’est avec l’établissement des premiers élevages de moutons que l’impulsion génocidaire contre les Selk’nam se matérialise. La privatisation des terres de la Terre de Feu a, en effet, conduit à l'éradication de sa population, de sa ﬂore et de sa faune indigènes.
À partir de 1880, les estancieros ou propriétaires terriens d'estancia (ferme d'élevage), principalement d'origine britannique, commencèrent la colonisation des terres des Selknam. Celles-ci, qui étaient un espace libre pour ces chasseurs nomades, furent en grande partie clôturées par le développement de l'élevage des ovins. Beaucoup de Selknam brisèrent ces nouvelles clôtures afin de continuer à chasser librement pour se nourrir. Ils tuèrent des moutons importés, qu'ils appelèrent les « guanacos blancs ». Bénéficiant de la passivité, si ce n'est de la complicité des gouvernements chilien et argentin, des éleveurs firent de la réaction des indigènes un prétexte pour s'organiser en milices ou recruter des tueurs à gage, afin de les chasser et les assassiner. Inférieurs en nombre, disposant seulement d'arcs et de couteaux, ces Amérindiens se défendaient malgré tout ; des colons se concertèrent alors et projetèrent l'extermination des hommes et la déportation dans des réserves d'une partie des femmes et des enfants selknam. Ils sont victimes d'un approvisionnement continu en alcool, de déportation, de viols et d'extermination ; les chasseurs d'hommes les plus impitoyables reçoivent des primes. Martin Gusinde, qui visite l'île vers fin 1918, raconte dans ses écrits que les chasseurs d'hommes envoyaient les crânes des Selknam assassinés aux musées anthropologiques étrangers, transaction menée « au nom de la science ».

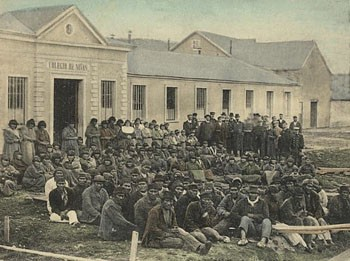
Selknam rassemblés sur l'île Dawson.

Le transfert légal des terres des Selk'nam à des sociétés étrangères s'est accompagné de la concession de terres de l'île Dawson, dans la moitié sud du détroit de Magellan, juste en face de la baie Inutile, à l'ordre salésien dirigé par Giuseppe Fagnano. De nombreux Selk'nam sont capturés, les élevages de moutons ayant provoqué une politique d'expulsion forcée et de mise à mort des Indiens. Ceux-ci attaquaient rarement les colons, mais effectuaient des opérations de sabotage des troupeaux en les chassant dans des zones marécageuses, en leur coupant les tendons des pattes ou en les tuant. Ils endommageaient également des clôtures, dont la réparation exigeait du temps. Par la suite, les sociétés privées décidèrent avec l'aval du gouvernement chilien d'envoyer sur l'île Dawson « tous les Indiens trouvés sur leur propriété... pour les sauver de l'extermination ». La répression des Selknam se poursuit au début du XXe siècle.
Dès 1895, les missionnaires commencèrent à parler d’internés ou de déportés Selk’nam. Ceux-ci forment la grande majorité des Indiens présents dans la station missionnaire. En 1896, il y en avait 270 ; en 1897 environ 400 ; et en 1898, le nombre de détenus atteint un maximum de 550. Les taux de mortalité sont exceptionnellement élevés : jusqu'à un détenu sur cinq finit dans une fosse commune la plupart des années entre 1896 et 1908. Luis Carnino, un prêtre salésien arrivé à la mission de Dawson en 1896 dont il devient le directeur en 1910, affirmait que certaines années, le taux de mortalité atteignait 40 pour cent. En 1911, il n’y avait que 36 survivants à la station missionnaire. La tuberculose est la principale cause de décès, l'infection se propageant par la surpopulation et le partage de vêtements infectés. En moins d’une décennie, quelque sept cents selk'nam avaient été transférés depuis la Terre de Feu vers Dawson.

## Études
Robert Lehmann-Nitsche (en), anthropologue allemand, a publié les premières études académiques sur les Selknam ; néanmoins, il est critiqué par la suite car il a analysé des Selknam enlevés et montrés dans les cirques, réduits de facto en esclavage.

## Rumeurs
Des versions alternatives bien connues rapportent des pratiques de chasse des fermiers, selon lesquelles les directeurs des estancias auraient payé « une livre pour chaque paire d’oreilles indiennes » produite. D'autres versions avancent que certains hommes auraient même empoisonné des baleines échouées, source de nourriture des Selk’nam.
Il n’existe cependant aucune preuve de l’utilisation de ces méthodes de mise à mort. Au contraire, il existe des références sans équivoque dans les sources officielles, commerciales et salésiennes de la routine quotidienne et salariée de la chasse aux Indiens par les travailleurs des élevages de moutons. Même les dirigeants ont pris part au massacre et à la capture de Selk’nam.

## Procès
Un procès commença à la fin de 1895 et constitua une étape importante dans la confirmation du déploiement des forces combinées de la religion, des intérêts privés et de l’État dans l’éradication des indigènes de la Terre de Feu. Le procès fut le résultat d'une campagne de presse dans le centre du Chili, probablement initiée par des prêtres salésiens, contre un ordre du gouverneur de la province de Magellan Manuel Señoret. Le gouverneur était impliqué dans un différend de longue date avec les missionnaires italiens sur la destination finale des Selk'nam captifs. Il décida ainsi de rediriger un groupe de 165 Selk'nams, qu'un administrateur privé était en train de déporter vers l'île Dawson, vers Punta Arenas, afin d'accélérer leur « civilisation » en les vendant aux enchères. Cet épisode a été récemment mis en lumière par la recréation théâtralisée de cette vente à Punta Arenas le 8 août 2018.
Manuel Señoret voulait que les enfants soient répartis entre les principales familles et obliger les adultes à effectuer des travaux manuels. Cela a profondément agacé la communauté de l'île Dawson, car cela lui faisait perdre le plus gros chargement humain qu'elle aurait jamais reçu. Les Salésiens ont en conséquence intenté des poursuites judiciaires contre le gouverneur. Des propriétaires ainsi que des dizaines de membres du personnel de la station durent témoigner lors de ce vaste procès sur les humiliations subies par les Indiens de la Terre de Feu. Pendant un an, avant que le procès ne soit suspendu pendant près d'une décennie, un défilé d'hommes de l'île, travaillant dans l'industrie de l'élevage ovin, a décrit les pratiques bien connues, mais rarement décrites, de la chasse aux Indiens, du déplacement forcé, de l'exécution d'hommes, de l'appropriation d'enfants et de l'esclavage sexuel.
John McRae, l'un des partenaires de la société allemande Wehrhahn Brothers, a été accusé de confiscation et de distribution d'enfants autochtones, en plus d'être responsable de meurtres, de captures illégales et d'assassinats, tout comme d'autres entrepreneurs et un certain nombre de leurs travailleurs. Néanmoins, malgré la barbarie décrite dans les témoignages et leur responsabilité dans les crimes allégués, le verdict final rendu fut le suivant :

« Qu'il est de notoriété publique que les peuples indigènes de la Terre de Feu vivaient dans un état de barbarie ; qu'ils n'avaient pas de droit de propriété territoriale et qu'ils étaient nomades, se nourrissant de la chasse et principalement des moutons qu'ils rencontraient ; Que concernant ces peuples autochtones, il n'existe aucune disposition permettant de définir leur statut juridique ; Que ce qui précède ... ne permet pas de poursuites pénales contre quiconque pour les humiliations qui auraient eu lieu contre les tribus indigènes qui ont vécu dans la Terre de Feu et les îles adjacentes. »

Comme le juge sanctionnait le statut extra-légal des Selk'nam et que les auteurs restaient impunis, la solution finale, impulsée par les civils, au problème des Selk'nam fut légalisée et légitimée. Les propriétaires furent acquittés, tout comme leurs employés.

## Dans les médias
Le long métrage Les colons (2023) évoque le génocide des Selk'nam en mêlant personnages réels (Menéndez, McLennan) et fictifs.
La bande dessinée Nous les Selk'nams de Carlos Reyes et Rodrigo Elgueta a été traduite en français en 2022 (iLatina éditions, Collection Novela gráfica.)